# جون رودي
جون رودي (بالإنجليزية: John Ruddy)‏، من مواليد 24 أكتوبر 1986 في سانت إيفز في إنجلترا، لاعب كرة قدم إنجليزي.
بدأ مسيرته الكروية مع نادي إيفرتون في عام 2005، وفي عام 2005 أعير إلى نادي روشدن أند دايموندز، وفي عام 2005 أعير إلى نادي تشيستر سيتي، وفي موسم 2005/2006 أعير إلى نادي ستوكبورت كونتي، وفي عام 2006 أعير إلى نادي لياندوندو جنكشون، وأعير في عام 2007 إلى نادي وركسهام.

## روابط خارجية
- جون رودي على موقع الاتحاد الأوربي (الإنجليزية)
- جون رودي على موقع قاعدة بيانات كرة القدم.إي يو (الإنجليزية)
- جون رودي على موقع ناشيونال فوتبول تيمز (الإنجليزية)
- جون رودي على موقع Soccerbase.com (لاعب) (الإنجليزية)
- جون رودي على موقع Soccerway.com (الإنجليزية)
- جون رودي على موقع عالم كرة القدم.نت (الإنجليزية)
- جون رودي على موقع كووورة
- جون رودي على موقع AS.com (الإسبانية)